# جان كارل
جان كارل (بالإنجليزية: Jann Carl)‏ هي ممثلة أمريكية، ولدت في 19 مايو 1960 في قرطاج في الولايات المتحدة.

## وصلات خارجية
- جان كارل على موقع IMDb (الإنجليزية)
- جان كارل على موقع قاعدة بيانات الفيلم (الإنجليزية)
- جان كارل على موقع كينوبويسك (الروسية)